# Zaki Fauda
Zaki Abd Allah Fauda (arab. زكي عبد الله فودة) – egipski zapaśnik walczący w stylu wolnym. Brązowy medalista igrzysk afrykańskich w 1987. Mistrz Afryki w 1986, a trzeci w 1988. Mistrz arabski w 1987. Piąty w Pucharze Świata w 1986 roku.